# Strychnos colombiensis
Strychnos colombiensis är en tvåhjärtbladig växtart som beskrevs av Krukoff och Barneby. Strychnos colombiensis ingår i släktet Strychnos och familjen Loganiaceae. Inga underarter finns listade i Catalogue of Life.